# Jaume Collet-Serra
Jaume Collet-Serra, född 23 mars 1974 i Barcelona, Spanien, är en spanskfödd regissör som bor och är verksam i USA. Han är mest känd för filmerna House of wax från år 2005 och Orphan från år 2009. Han regisserade musikvideor och reklamfilmer under många år innan han började regissera långfilmer.

## Filmografi

### Film
| År   | Film                      | Regissör | Exekutiv producent |
| ---- | ------------------------- | -------- | ------------------ |
| 2005 | House of Wax              | Ja       | Nej                |
| 2007 | Goal II: Living the Dream | Ja       | Nej                |
| 2009 | Orphan                    | Ja       | Nej                |
| 2011 | Unknown                   | Ja       | Nej                |
| 2014 | Non-Stop                  | Ja       | Nej                |
| 2015 | Run All Night             | Ja       | Ja                 |
| 2016 | The Shallows              | Ja       | Ja                 |
| 2018 | The Commuter              | Ja       | Ja                 |
| 2021 | Jungle Cruise             | Ja       | Nej                |
| 2022 | Black Adam                | Ja       | Nej                |
| 2024 | Carry-On                  | Ja       | Ja                 |
| 2025 | The Woman in the Yard     | Ja       | Ja                 |

Endast producent
| År   | Film       | Anmäkningar        |
| ---- | ---------- | ------------------ |
| 2013 | Mindscape  |                    |
| 2013 | Hooked Up  | Exekutiv producent |
| 2015 | Eden       |                    |
| 2015 | Extinction |                    |
| 2015 | Curve      |                    |

### TV
| År   | Titel     | Krediterad som | Krediterad som |
| År   | Titel     | Regissör       | Producent      |
| ---- | --------- | -------------- | -------------- |
| 2012 | The River | Ja             | Ja             |
| 2018 | Reverie   | Ja             | Nej            |